# ジャパン号
ジャパン号（ジャパンごう）は、アメリカ合衆国の汽船会社バシフィック・メイル・スチームシップ・カンパニー（太平洋郵船会社）が1867年に建造した4,351トンの蒸気船(外輪船)。サンフランシスコと横浜・香港を結ぶ最初の定期航路に使われたが、1874年に海上で焼失した。

## 概要
バシフィック・メイル・スチームシップ社は1867年(慶応3年) 1月1日にコロラド号（1865-1879）を発船してサンフランシスコから横浜を経て香港を結ぶ定期航路を開設し、ジャパン号のほか、同じく木造外輪船のグレイト・リパブリック号(1867-1878)、チャイナ号(1867-1879)、アメリカ号(1868-1872)を新造してこの航路に投入した。
ジャパン号は長さ113m、幅24m、船倉内の深さ9.6m、収容乗客数1450人の豪華客船だが、乗客のほとんどはアメリカ大陸鉄横断道建設から里帰りする中国人労働者だった。料金は一等客室300ドル（現行価格で約740万円）、三等がその3分の1。
本船を利用した乗客には、1869年に明治政府の特命全権公使としてハワイの日本人移民調査に向かった上野景範、1869年に世界一周した牧師で旅行家のエドワード・プライム、1871年に国費留学生として渡米した山川健次郎、1872年に宣教師として日本に派遣されたエドワード・ローゼイ・ミラー、帰国途上の1873年に船中で没した米国商人のユージン・ヴァン・リードなどがいる。
1874年12月17日に横浜から香港へ向かう途中に火災が発生し、汕頭近海で沈没し、多くの死者を出した。